# Josh Hawkinson
Joshua Haakon Hawkinson (Seattle, 23 giugno 1995) è un cestista statunitense naturalizzato giapponese.

## Caratteristiche tecniche
Hawkinson è un esempio di forward-center fa uso della propria fisicità e della sua altezza sia nel gioco offensivo che in quello difensivo, infatti eccelle nella conquista del rimbalzo mentre in attacco, anche grazie alla sua capacità di coordinarsi con i compagni, usa la meglio le sue buone capacità di tiro, sia dalla media distanza che dall'outside, oltre a saper usare la schiacciata è capace di sfruttare pure il floater.

## Biografia
Figlio di Nels e Nancy Hawkinson, entrambi i genitori sono stati cestisti a livello collegiale: il padre nella Trinity Western University e la madre nell'Università del Washington.

## Carriera

### Università
Inizialmente ai margini delle rotazioni nell'Università statale del Washington come riserva di cestisti di esperienza come D.J. Shelton e Jordan Railey. 
Il cambio di allenatore a fine stagione ha fatto cambiare i ranghi all'interno della squadra: infatti Hawkinson passa da 6 a 33 minuti di media diventando il secondo scorer più cresciuto e il primo rimbalzista per margini di miglioramento di tutta la nazione.
Il terzo anno Hawkinson si attesta più o meno sulle medie dell'anno precedente aggiungendo 20 doppie-doppie e risultando finalista per il Kareem Abdul-Jabbar Award.
Mantenendo una media di 15.5 punti e 10.2 rimbalzi (simili al secondo e terzo anno), viene nuovamente nominato come finalista al Kareem Abdul-Jabbar Award e risultando a fine carriera universitaria il migliore per rimbalzi e numero di doppie-doppie nella storia dell'ateneo, diventando il primo ad accumulare 1.000 punti e 1.000 rimbalzi.

### Giappone
Nell'estate 2017 viene ingaggiato dai Toyotsu F.E. Nagoya dove rimane per 3 anni, ma resta in Giappone dove si accasa agli Shinshu Brave Warriors, dove gioca attualmente.
Nel 2023 decide di ottenere la cittadinanza giapponese, con il Giappone ha disputato i Campionati mondiali del 2023, esordendo nello stesso anno nelle qualificazioni alla stessa competizione. Al mondiale Hawkinson è stato determinante nelle vittorie per 98-88 contro la Finlandia e per 80-71 contro Capo Verde, nei due match ha segnato 28 punti nella prima partita e 29 nella seconda.